# Кайынды (Катон-Карагайский район)
Кайынды (каз. Қайыңды, до 199? г. — Берёзовка) — аул в Катон-Карагайском районе Восточно-Казахстанской области Казахстана. Входит в состав Аккайнарского сельского округа. Код КАТО — 635465200.

## Население
В 1999 году население аула составляло 576 человек (292 мужчины и 284 женщины). По данным переписи 2009 года, в ауле проживало 328 человек (165 мужчин и 163 женщины).